# Günther Lützow
Günther Lützow (4. září 1912, Kiel – 24. dubna 1945) byl stíhací pilot – letecké eso německé Luftwaffe během druhé světové války.
Při více než 300 bojových nasazeních sestřelil Günther Lützow 108 letadel. Na západní frontě zaznamenal 20 sestřelů, z čehož minimálně jednou šlo o čtyřmotorový bombardér. Na východní frontě byl úspěšný 85krát.
V období března až září 1937 během španělské občanské války sestřelil oberleutnant Lützow jako Staffelkapitän Legie Condor 5 letadel, byl vyznamenán Španělským křížem ve zlatě s meči a diamanty.

## Druhá světová válka
18. září 1940 byl Günther Lützow po 15 vzdušném vítězství povýšen do hodnosti hauptmann (kapitán) a vyznamenán Rytířským křížem Železného kříže. Od srpna 1940 byl Kommodorem Jagdgeschwader 3 (JG 3) „Udet“. Po dosažení 42 sestřelů byly majoru Lützowovi 20. července 1941 uděleny dubové ratolesti k Rytířskému kříži a po 92 vítězství k nim získal i meče (11. října 1941). Svého 100. vítězství dosáhl 24. října 1941.
Od 24. dubna 1945 byl Günther Lützow pohřešován, z bojového nasazení s letounem Messerschmitt Me 262 patřící Jagdverband 44 (JV 44) proti americkým bombardérům B-26 v prostoru Donauwörth se nevrátil. Zda byl sestřelen, či jeho stroj selhal, není dodnes objasněno, jeho tělo ani letoun se nikdy nenašel.

## Vyznamenání
- Španělský kříž, zlatý s meči a brilianty (06.06.1939)
- Rytířský kříž Železného kříže (18.09.1940)
- Rytířský kříž Železného kříže, s dubovou ratolesti, 27. držitel (20.07.1941)
- Rytířský kříž Železného kříže, s dubovou ratolesti a meči, 4. držitel (11.10.1941)
- 1939, černý
- Železný kříž, I. třída
- Železný kříž, II. třída
- Španělská Medalla de la Campaña
- Španělská Medalla Militar
- Společný odznak pro piloty a pozorovatele ve zlatě s brilianty